# Isotopes du fer
Le fer (Fe, numéro atomique 26) possède 28 isotopes connus, de nombre de masse variant de 45 à 72, ainsi que six isomères nucléaires. Parmi ces isotopes, quatre sont stables, 54Fe, 56Fe, 57Fe et 58Fe. L'isotope 56Fe est largement le plus abondant, suivi de 54Fe (qui est soupçonné d'être très faiblement radioactif, avec une demi-vie supérieure à 3,1 × 1022 années). La masse atomique standard du fer est de 55,845(2) u.
Le plus stable des radioisotopes du fer est 60Fe avec une demi-vie de 2,6 millions d'années, suivi de 55Fe (2,7 années), 59Fe (un peu moins de 44,5 jours) et de 52Fe (8,5 heures). Tous les autres isotopes ont une demi-vie inférieure à 10 minutes et pour la plupart d'entre eux inférieure à la minute. Les isotopes plus légers que les isotopes stables se désintègrent principalement par émission de positron (β+) en isotopes du manganèse, sauf certains isotopes très légers qui peuvent se désintégrer aussi, voire majoritairement, par émission de positron suivie d'une émission de proton en isotopes du chrome. Le plus légers d'entre eux, 45Fe, se désintègre lui principalement (à 70 %) par double émission de proton en 43Cr. Les isotopes plus lourds que les isotopes stables principalement par émission β− en isotopes du cobalt. 55Fe se désintègre lui par capture électronique en 55Mn.

## Isotopes notables

### Fer naturel
Le fer naturel est constitué des quatre isotopes stables 54Fe, 56Fe, 57Fe et 58Fe, et de très faibles traces de 60Fe retrouvées dans le plancher océanique.
| Isotope | Abondance (pourcentage molaire) | Gamme de variations |
| ------- | ------------------------------- | ------------------- |
| 54Fe    | 5,845 (35) %                    | 5,837 - 5,861       |
| 56Fe    | 91,754 (36) %                   | 91,742 - 91,760     |
| 57Fe    | 2,119 (10) %                    | 2,116 - 2,121       |
| 58Fe    | 0,282 (4) %                     | 0,281 - 0,282       |
| 60Fe    | traces                          |                     |

### Fer 54
Le fer 54 (54Fe) est l'isotope du fer dont le noyau est constitué de 26 protons et de 28 neutrons. Il est observé stable, mais théoriquement, il devrait se désintégrer par double émission de positron (2β+) en 54Cr, avec une demi-vie supérieure à 3,1 × 1022 années.

### Fer 55
Le fer 55 (55Fe) est l'isotope du fer dont le noyau est constitué de 26 protons et de 29 neutrons. C'est un radioisotope qui se désintègre par capture électronique en manganèse 55 avec une demi-vie de 2,737 années. C'est un émetteur de rayons X, utilisé comme source de rayons X dans diverses techniques d'analyse scientifique, comme la diffraction aux rayons X. C'est aussi une source en électrons Auger, émis durant la désintégration.

### Fer 56
Le fer 56 (56Fe) est l'isotope du fer dont le noyau est constitué de 26 protons et de 30 neutrons. C'est l'isotope avec la plus faible masse par nucléon, 930,412 MeV/c2, même si ce n'est pas l'isotope avec la plus forte énergie de liaison nucléaire par nucléon, qui est le nickel 62. Cependant, du fait des mécanismes de la nucléosynthèse stellaire, 56Fe est le composé terminal le plus courant issu des chaînes de fusion des étoiles extrêmement massives et est par conséquent plus abondant dans l'Univers que d'autres « métaux », incluant 62Ni, 58Fe et 60Ni, ayant tous aussi de très fortes énergies de liaison.

### Fer 57
Le fer 57 (57Fe) est l'isotope du fer dont le noyau est constitué de 26 protons et de 31 neutrons. C'est un isotope stable, couramment utilisé en spectroscopie Mössbauer du fait de la faible variation naturelle en énergie d'une transition nucléaire à 14,4 keV.

### Fer 60
Le fer 60 (60Fe) est l'isotope du fer dont le noyau est constitué de 26 protons et de 34 neutrons. C'est un radioisotope avec une demi-vie de 2,6 millions d'années, alors qu'on croyait qu'elle était de 1,5 million d'années jusqu'en 2009,. Il se désintègre par émission β− en cobalt 60.
Une corrélation, dans la composition des météorites Semarkona et Chervony Kut, entre la concentration en 60Ni, l'isotope-« petit-fils » de 60Fe, et l'abondance en isotopes stables du fer présents, serait une preuve de l'existence de 60Fe à l'époque de la formation du système solaire. Éventuellement, l'énergie libérée lors de la désintégration de 60Fe aurait contribué, avec celle libérée par la désintégration de l'isotope 26Al, à la refusion et à la différenciation d'astéroïdes après leur formation il y a 4,6 milliards d'années. L'abondance en 60Ni dans les matériaux extraterrestres peut également fournir d'autres renseignements sur l'origine du système solaire et son histoire primitive.
Du fer 60 a également été trouvé dans le plancher océanique,, preuve étant donné sa demi-vie courte à l'échelle géologique d'un apport de fer 60 par plusieurs supernovas proches (moins de 300 années-lumière de la Terre) datant d'il y a moins de 10 millions d'années.

## Table des isotopes
| Symbole de l'isotope | Z (p)                | N (n)                | Masse isotopique (u) | Demi-vie              | Mode(s) de désintégration, | Isotope(s) fils | Spin nucléaire |
| Symbole de l'isotope | Énergie d'excitation | Énergie d'excitation | Énergie d'excitation | Demi-vie              | Mode(s) de désintégration, | Isotope(s) fils | Spin nucléaire |
| -------------------- | -------------------- | -------------------- | -------------------- | --------------------- | -------------------------- | --------------- | -------------- |
| 45Fe                 | 26                   | 19                   | 45,01458(24)#        | 1,89(49) ms           | β+ (30 %)                  | 45Mn            | 3/2+#          |
| 45Fe                 | 26                   | 19                   | 45,01458(24)#        | 1,89(49) ms           | 2p (70 %)                  | 43Cr            | 3/2+#          |
| 46Fe                 | 26                   | 20                   | 46,00081(38)#        | 9(4) ms [12(+4-3) ms] | β+ (>99,9 %)               | 46Mn            | 0+             |
| 46Fe                 | 26                   | 20                   | 46,00081(38)#        | 9(4) ms [12(+4-3) ms] | β+, p (< 0,1 %)            | 45Cr            | 0+             |
| 47Fe                 | 26                   | 21                   | 46,99289(28)#        | 21,8(7) ms            | β+ (>99,9 %)               | 47Mn            | 7/2-#          |
| 47Fe                 | 26                   | 21                   | 46,99289(28)#        | 21,8(7) ms            | β+, p (< 0,1 %)            | 46Cr            | 7/2-#          |
| 48Fe                 | 26                   | 22                   | 47,98050(8)#         | 44(7) ms              | β+ (96,41 %)               | 48Mn            | 0+             |
| 48Fe                 | 26                   | 22                   | 47,98050(8)#         | 44(7) ms              | β+, p (3,59 %)             | 47Cr            | 0+             |
| 49Fe                 | 26                   | 23                   | 48,97361(16)#        | 70(3) ms              | β+, p (52 %)               | 48Cr            | (7/2-)         |
| 49Fe                 | 26                   | 23                   | 48,97361(16)#        | 70(3) ms              | β+ (48 %)                  | 49Mn            | (7/2-)         |
| 50Fe                 | 26                   | 24                   | 49,96299(6)          | 155(11) ms            | β+ (>99,9 %)               | 50Mn            | 0+             |
| 50Fe                 | 26                   | 24                   | 49,96299(6)          | 155(11) ms            | β+, p (< 0,1 %)            | 49Cr            | 0+             |
| 51Fe                 | 26                   | 25                   | 50,956820(16)        | 305(5) ms             | β+                         | 51Mn            | 5/2-           |
| 52Fe                 | 26                   | 26                   | 51,948114(7)         | 8,275(8) h            | β+                         | 52Mn            | 0+             |
| 52mFe                | 6,81(13) MeV         | 6,81(13) MeV         | 6,81(13) MeV         | 45,9(6) s             | β+                         | 52Mn            | (12+)#         |
| 53Fe                 | 26                   | 27                   | 52,9453079(19)       | 8,51(2) min           | β+                         | 53Mn            | 7/2-           |
| 53mFe                | 3040,4(3) keV        | 3040,4(3) keV        | 3040,4(3) keV        | 2,526(24) min         | TI                         | 53Fe            | 19/2-          |
| 54Fe                 | 26                   | 28                   | 53,9396105(7)        | Observé stable        | Observé stable             | Observé stable  | 0+             |
| 54mFe                | 6526,9(6) keV        | 6526,9(6) keV        | 6526,9(6) keV        | 364(7) ns             |                            |                 | 10+            |
| 55Fe                 | 26                   | 29                   | 54,9382934(7)        | 2,737(11) a           | CE                         | 55Mn            | 3/2-           |
| 56Fe                 | 26                   | 30                   | 55,9349375(7)        | Stable                | Stable                     | Stable          | 0+             |
| 57Fe                 | 26                   | 31                   | 56,9353940(7)        | Stable                | Stable                     | Stable          | 1/2-           |
| 58Fe                 | 26                   | 32                   | 57,9332756(8)        | Stable                | Stable                     | Stable          | 0+             |
| 59Fe                 | 26                   | 33                   | 58,9348755(8)        | 44,495(9) j           | β−                         | 59Co            | 3/2-           |
| 60Fe                 | 26                   | 34                   | 59,934072(4)         | 2,6 × 106 a           | β−                         | 60Co            | 0+             |
| 61Fe                 | 26                   | 35                   | 60,936745(21)        | 5,98(6) min           | β−                         | 61Co            | 3/2-,5/2-      |
| 61mFe                | 861(3) keV           | 861(3) keV           | 861(3) keV           | 250(10) ns            |                            |                 | 9/2+#          |
| 62Fe                 | 26                   | 36                   | 61,936767(16)        | 68(2) s               | β−                         | 62Co            | 0+             |
| 63Fe                 | 26                   | 37                   | 62,94037(18)         | 6,1(6) s              | β−                         | 63Co            | (5/2)-         |
| 64Fe                 | 26                   | 38                   | 63,9412(3)           | 2,0(2) s              | β−                         | 64Co            | 0+             |
| 65Fe                 | 26                   | 39                   | 64,94538(26)         | 1,3(3) s              | β−                         | 65Co            | 1/2-#          |
| 65mFe                | 364(3) keV           | 364(3) keV           | 364(3) keV           | 430(130) ns           |                            |                 | (5/2-)         |
| 66Fe                 | 26                   | 40                   | 65,94678(32)         | 440(40) ms            | β− (>99,9 %)               | 66Co            | 0+             |
| 66Fe                 | 26                   | 40                   | 65,94678(32)         | 440(40) ms            | β−, n (< 0,1 %)            | 65Co            | 0+             |
| 67Fe                 | 26                   | 41                   | 66,95095(45)         | 394(9) ms             | β− (>99,9 %)               | 67Co            | 1/2-#          |
| 67Fe                 | 26                   | 41                   | 66,95095(45)         | 394(9) ms             | β−, n (< 0,1 %)            | 66Co            | 1/2-#          |
| 67mFe                | 367(3) keV           | 367(3) keV           | 367(3) keV           | 64(17) µs             |                            |                 | (5/2-)         |
| 68Fe                 | 26                   | 42                   | 67,95370(75)         | 187(6) ms             | β− (>99,9 %)               | 68Co            | 0+             |
| 68Fe                 | 26                   | 42                   | 67,95370(75)         | 187(6) ms             | β−, n                      | 67Co            | 0+             |
| 69Fe                 | 26                   | 43                   | 68,95878(54)#        | 109(9) ms             | β− (>99,9 %)               | 69Co            | 1/2-#          |
| 69Fe                 | 26                   | 43                   | 68,95878(54)#        | 109(9) ms             | β−, n (< 0,1 %)            | 68Co            | 1/2-#          |
| 70Fe                 | 26                   | 44                   | 69,96146(64)#        | 94(17) ms             |                            |                 | 0+             |
| 71Fe                 | 26                   | 45                   | 70,96672(86)#        | 30# ms [>300 ns]      |                            |                 | 7/2+#          |
| 72Fe                 | 26                   | 46                   | 71,96962(86)#        | 10# ms [>300 ns]      |                            |                 | 0+             |

1. ↑  Abréviations :
CE : capture électronique ; 
TI : transition isomérique.
2. ↑  Isotopes stables en gras, gras et italique ceux stables à notre échelle de temps.
3. ↑  Soupçonné de se désintégrer par double β+ en 54Cr avec une demi-vie supérieure à 3,1 × 1022 années.
4. ↑  Plus petite masse par nucléon de tous les nucléides. Produit terminal de la nucléosynthèse stellaire.

### Remarques
- Les valeurs marquées # ne sont pas purement dérivées des données expérimentales, mais aussi au moins en partie à partir des tendances systématiques. Les spins avec des arguments d'affectation faibles sont entre parenthèses.
- Les incertitudes sont données de façon concise entre parenthèses après la décimale correspondante. Les valeurs d'incertitude dénotent un écart-type, à l'exception de la composition isotopique et de la masse atomique standard de l'IUPAC qui utilisent des incertitudes élargies[8].
- Masses des isotopes données par la Commission sur les Symboles, les Unités, la Nomenclature, les Masses atomiques et les Constantes fondamentales (SUNAMCO) de l'IUPAP.
- Abondances isotopiques données par la Commission des Abondances isotopiques et des Poids atomiques de l'IUPAC.